# Eupithecia submiranda
Eupithecia submiranda là một loài bướm đêm trong họ Geometridae.